# Овдакало
Овдака́ло — деревня в Шумском сельском поселении Кировского района Ленинградской области.

## История
Впервые упоминается в Писцовой книге Водской пятины 1500 года как деревня Овдокола в Егорьевском Теребужском погосте Ладожского уезда.
На карте Санкт-Петербургской губернии Ф. Ф. Шуберта 1834 года она обозначена как деревня Овдокало.

ОВДОКАЛА — деревня принадлежит полковнице Куломзиной и надворному советнику Савицкому, число жителей по ревизии: 27 м. п., 32 ж. п. (1838 год)

ОВДАКАЛА — деревня господ Ильиной и Савицкого, по просёлочной дороге, число дворов — 9, число душ — 42 м. п. (1856 год)

ИЛЬИНСКАЯ (ОВДАКАЛА) — деревня владельческая при колодцах, число дворов — 9, число жителей: 34 м. п., 31 ж. п.  (1862 год)

В 1868 году временнообязанные крестьяне деревни выкупили свои земельные наделы у А. А. Ильина и стали собственниками земли.
В конце XIX века деревня административно относилась к Шумской волости 1-го стана Новоладожского уезда Санкт-Петербургской губернии, в начале XX века — 4-го стана.
С 1917 по 1927 год деревня Овдокала входила в состав Шумского сельсовета Шумской волости Волховского уезда.
Согласно данным переписи населения СССР 1926 года в деревне Овдакала проживали 154 человека — большинство русские, а также поляки.
С 1927 года в составе Мгинского района.
В 1928 году население деревни Овдокала также составляло 154 человека.
По данным 1933 года деревня называлась Овдокало и входила в состав Шумского сельсовета Мгинского района.

План деревни Овдокало. 1941 год

Согласно топографической карте РККА 1941 года деревня называлась Овдокала и насчитывала 23 двора.
В 1958 году население деревни составляло 59 человек.
С 1960 года в составе Волховского района.
По данным 1966 и 1973 годов деревня Овдакало также находилась в подчинении Шумского сельсовета Волховского района.
По данным 1990 года деревня Овдакало входила в состав Шумского сельсовета Кировского района.
В 1997 году в деревне Овдакало Шумской волости не было постоянного населения, в 2002 году проживали 6 человек (русские — 83 %).
В 2007 году в деревне Овдакало Шумского СП проживали 2 человека, в 2010 году — 6.

## География
Деревня находится в восточной части района на автодороге 41К-539 (Шум — Овдакало).
Расстояние до административного центра поселения — 3 км.
Расстояние до ближайшей железнодорожной станции Войбокало — 4 км.
Граничит с землями сельскохозяйственного назначения Шумского сельского поселения.

## Демография
| 1862 | 2007 | 2010 | 2011 | 2017 |
| ---- | ---- | ---- | ---- | ---- |
| 65   | ↘2   | ↗6   | ↘0   | ↗1   |

## Инфраструктура
По данным администрации на 2011 год деревня насчитывала 16 домов, в которых никто не проживал.